# Lomma socken
Lomma socken i Skåne ingick i Bara härad och området ingår sedan 1971 i Lomma kommun och motsvarar från 2016 Lomma distrikt.
Socknens areal är 17,65 kvadratkilometer varav 17,40 land. År 2000 fanns här 8 883 invånare. Orten Alnarp med Alnarps slott och Sveriges lantbruksuniversitet samt tätorten Lomma med sockenkyrkan Lomma kyrka ligger i socknen. 

## Administrativ historik
Socknen har medeltida ursprung. 
Vid kommunreformen 1862 övergick socknens ansvar för de kyrkliga frågorna till Lomma församling och för de borgerliga frågorna bildades Lomma landskommun. Landskommunen ombildades 1951 i Lomma köping men med bibehållande av separat jordregister. Köpingen ombildades 1971 till Lomma kommun.
1 januari 2016 inrättades distriktet Lomma, med samma omfattning som församlingen hade 1999/2000.
1888 överfördes ett område som bl.a. innefattade Habo säteri (Stora och Lilla Habo) från Fjelie socken och Torna härad.
Socknen har tillhört län, fögderier, tingslag och domsagor enligt vad som beskrivs i artikeln Bara härad. De indelta soldaterna tillhörde Södra skånska infanteriregementet, Skytts kompani.

## Geografi
Lomma socken ligger norr om Malmö vid Öresund, Lommabukten, kring Höje å och dess mynning. Socknen är en odlad slättbygd, nu till största delen tätbebyggd.
I sydväst har land tillkommit när Spillepengens deponi/återvinning skapat en halvö i havet där den norra delen av dess spets ligger i Lomma socken även om den övriga delen ligger i Burlövs kommun.

## Fornlämningar
Boplatser från stenåldern är funna. Från bronsåldern finns gravhögar. Från järnåldern finns en boplats.

## Namnet
Namnet skrevs i mitten av 1100-talet Lumaby och kommer från kyrkbyn. Förleden innehåller ett äldre namn på Höje å, Luma, 'den ljumma'. Efterleden är by, 'gård; by'.